# Dribouo
Dribouo est une localité du centre-est de la Côte d'Ivoire, et appartenant au canton de Gotibo, dans le département de Gagnoa et la région du Gôh (ex-Fromager). La localité de Dribouo est un chef-lieu de commune.
Plus précisément, Dribouo fait partie du canton Gotibo qui regroupe plusieurs villages dans la sous préfecture de Guibéroua qui est rattachée à la préfecture de Gagnoa. 